# Antonin Rolland
Antonin Rolland es un antiguo ciclista francés, nacido el 3 de septiembre de 1924 en Sainte-Euphémie. Debutó como profesional en 1946 y se retiró en 1963. 

## Palmarés
1950
- Gran Premio de Midi Libre
- 2.º en el Campeonato de Francia en Ruta

1952
- 1 etapa del Tour de Francia

1953
- 1 etapa del Tour de Argelia
- 1 etapa de la Dauphiné Libéré
- 2.º en el Campeonato de Francia en Ruta

1955
- 1 etapa del Tour de Francia

1956
- Gran Premio de Midi Libre

1957
- Gran Premio de Cannes
- 1 etapa del Giro de Italia

1958
- Giro de Cerdeña